# Kliutxove
Kliutxove (en (ucraïnès): Ключове) és un poble de la República Autònoma de Crimea a Ucraïna, que el 2014 tenia 255 habitants. Pertany al districte de Simferòpol.